# Monte Bromo

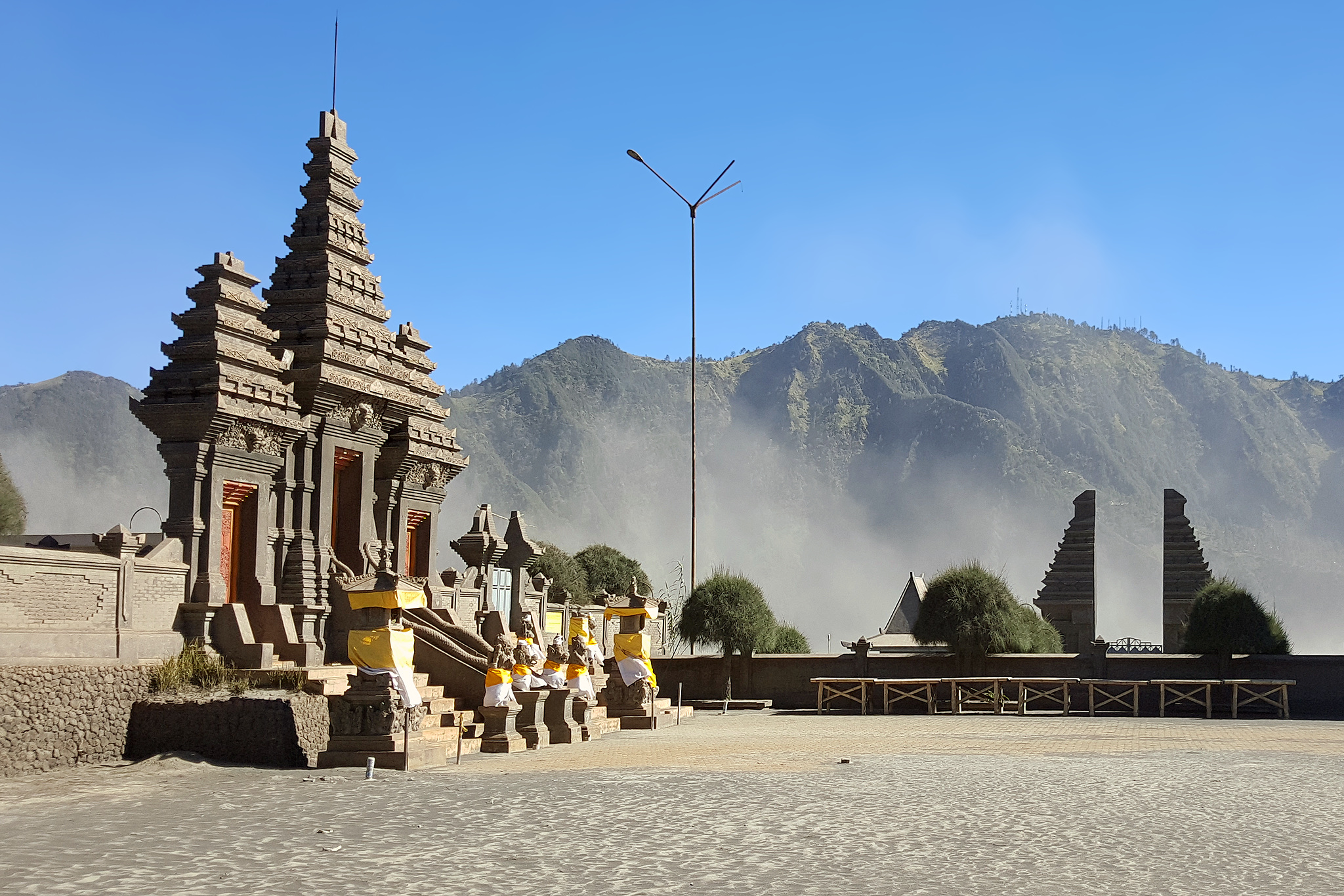
Pura Luhur Poten, um templo hindu no sopé do Bromo, no chamado Mar de Areia (Lautan Pasir)

O monte Bromo (em indonésio: Gunung Bromo; em javanês: Gunung Brama é um estratovulcão ativo da ilha de Java, Indonésia, situado na província de Java Oriental e regência de Probolinggo.
Faz parte do maciço de Tengger e o cume ergue-se a 2 239 metros de altitude. Apesar de não ser o vulcão mais alto do maciço, é o mais conhecido. A cratera tem cerca de 800 m de diâmetro e 200 m de profundidade.  O maciço faz parte do Parque Nacional de Bromo-Tengger-Semeru e é uma das áreas de Java Oriental mais visitadas por turistas. O nome Bromo deriva da pronúncia javanesa de Brama, o deus criador do hinduísmo.[carece de fontes?]
O vulcão ergue-se no meio de uma planície chamada Mar de Areia (em javanês: Segara Wedi; em indonésio: Lautan Pasir), classificada como reserva natural desde 1919.[carece de fontes?]

## Cultura
No 14.º dia do festival hindu de  Yadnya Kasada, o povo Tengger de Probolinggo vai até ao cimo do vulcão para fazer oferendas de fruta, arroz, hortaliças, flores e sacrifícios de gado aos deuses da montanha, atirando-os para a caldeira do vulcão. Os Tengger são nominalmente budistas maaiana, mas as suas práticas religiosas incluem elementos hindus e animistas.
A origem do ritual é uma lenda do século XV na qual uma princesa chamada Roro Anteng fundou o principado de Tengger com o seu marido, Joko Seger. O casal não tinha filhos e por isso procurou a ajuda dos deuses da montanha. Estes deram-lhes 24 filhos, mas estipularam que o 25.º filho, chamado Kesuma, fosse atirado para dentro do vulcão como sacrifício humano. O pedido dos deuses foi respeitado e a tradição de atirar sacrifícios para o vulcão para apaziguar as antigas divindades continua até hoje, na cerimónia  chamada Yadnya Kasada. Embora seja muito perigoso, alguns locais descem ao interior da cratera para tentar apanhar os bens sacrificado, que acreditam que lhes trazem boa sorte.
Na planície Segara Wedi (Mar de Areia) há um templo hindu, chamado Pura Luhur Poten, de grande importância para o povo Tengger que vive em aldeias de montanha como Ngadisari, Wonokitri, Ngadas, Argosari, Ranu Prani, Ledok Ombo e Wonokerso. O templo organiza anualmente a cerimónia Yadnya Kasada, que dura cerca de um mês. No 14.º dia, os membros da etnia Tengger juntam-se em Pura Luhur Poten para pedir bênçãos aos deuses hindus  Ida Sang Hyang Widi Wasa e ao deus de Mahameru (monte Semeru). A multidão segue depois ao longo da beira da cratera do Bromo, onde as oferendas são atiradas para dentro da cratera.
A principal diferença entre este templo e os do Bali são o tipo de pedras e os outros materiais de construção. Pura Luhur Poten usa pedras negras naturais dos vulcões próximos, enquanto que os puras balineses são geralmente construídos em tijolo vermelho. Dentro de Pura Luhur Poten há vários edifícios e recinto alinhados de forma a compor uma mandala.

## Erupções mais recentes

### 2004
O Bromo teve uma erupção em 2004, que provocou a morte a duas pessoas, que foram atingidas por piroclastos projetados pela explosão.

### 2010

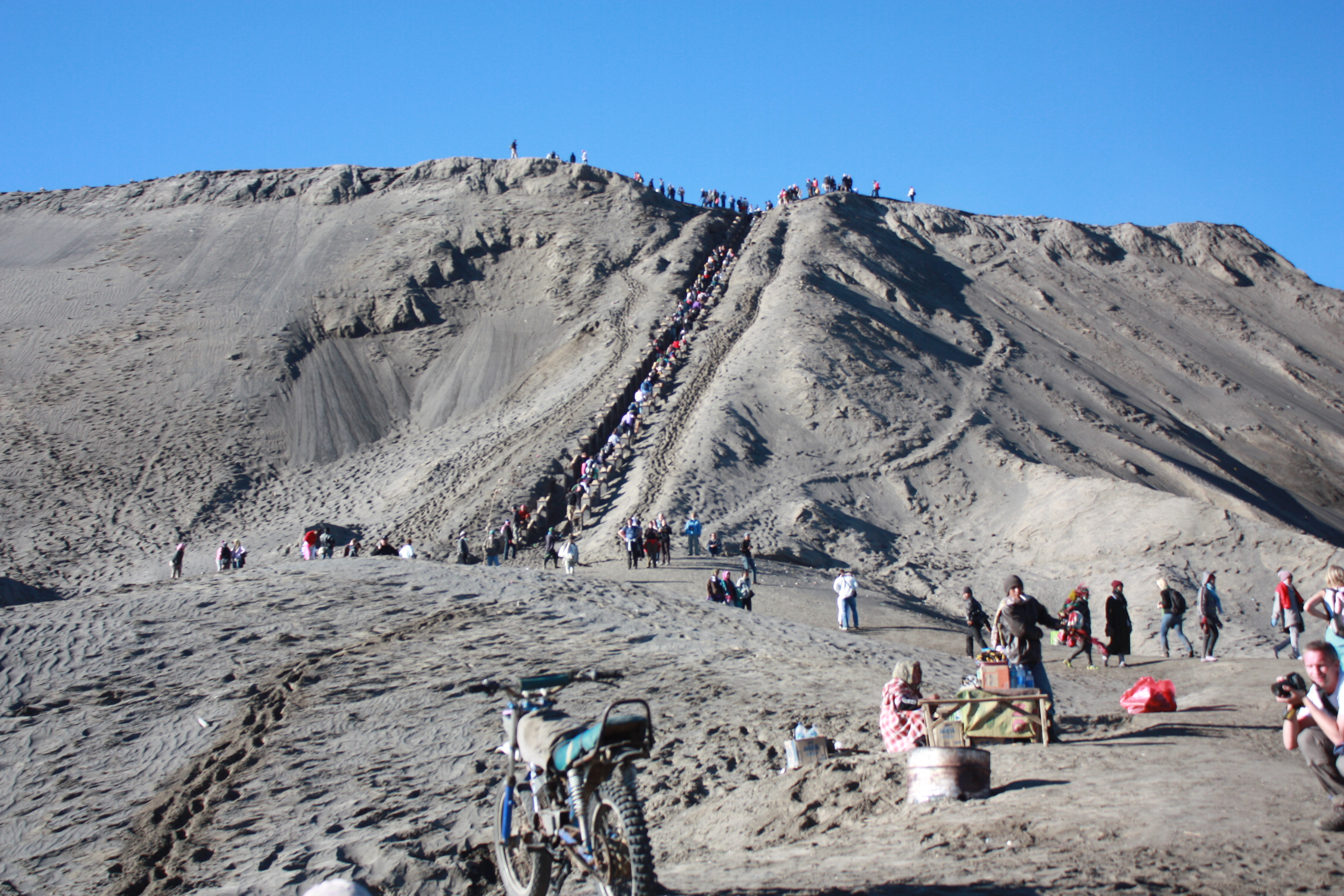
Escadas de acesso ao cimo da cratera

Em 23 de novembro de 2010, às 16:30 locais, o Centro Indonésio de Mitigação de Acidentes de Vulcanologia e Geologia (CVGHM) confirmou estado de atividade do monte Bromo como "alerta" devido ao aumento de tremores de terra e sismos vulcânicos a pouca profundidade na montanha. Cresceu a preocupação de que fosse provável a ocorrência de uma erupção. Como precaução, foram dadas instruções a todos os residentes e turistas para que se mantivessem fora de uma área circular com três quilómetros de raio em volta da caldeira e foram construídos campos de refugiados. A área em volta da caldeira Tegger do monte Bromo permaneceu encerrada para visitantes durante o resto do ano de 2010.
A erupção do Bromo começou em 26 de novembro. Em 29 de novembro, o Ministério dos Transportes indonésio anunciou que o aeroporto doméstico de Malang estaria encerrado até 4 de dezembro. Malang é uma cidade com cerca de 900 000 habitantes cujo aeroporto serve normalmente cerca de dez voos diários de e para Jacarta. O vulcanólogo do governo Surono reportou que o vulcão estava a expelir colunas de cinza a cerca de 700 metros de altura.

### 2011

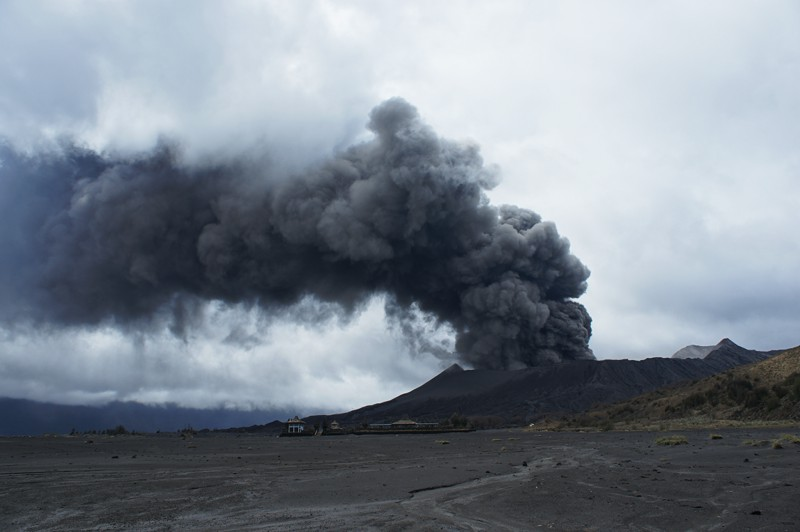
O Bromo em 22 de janeiro de 2011

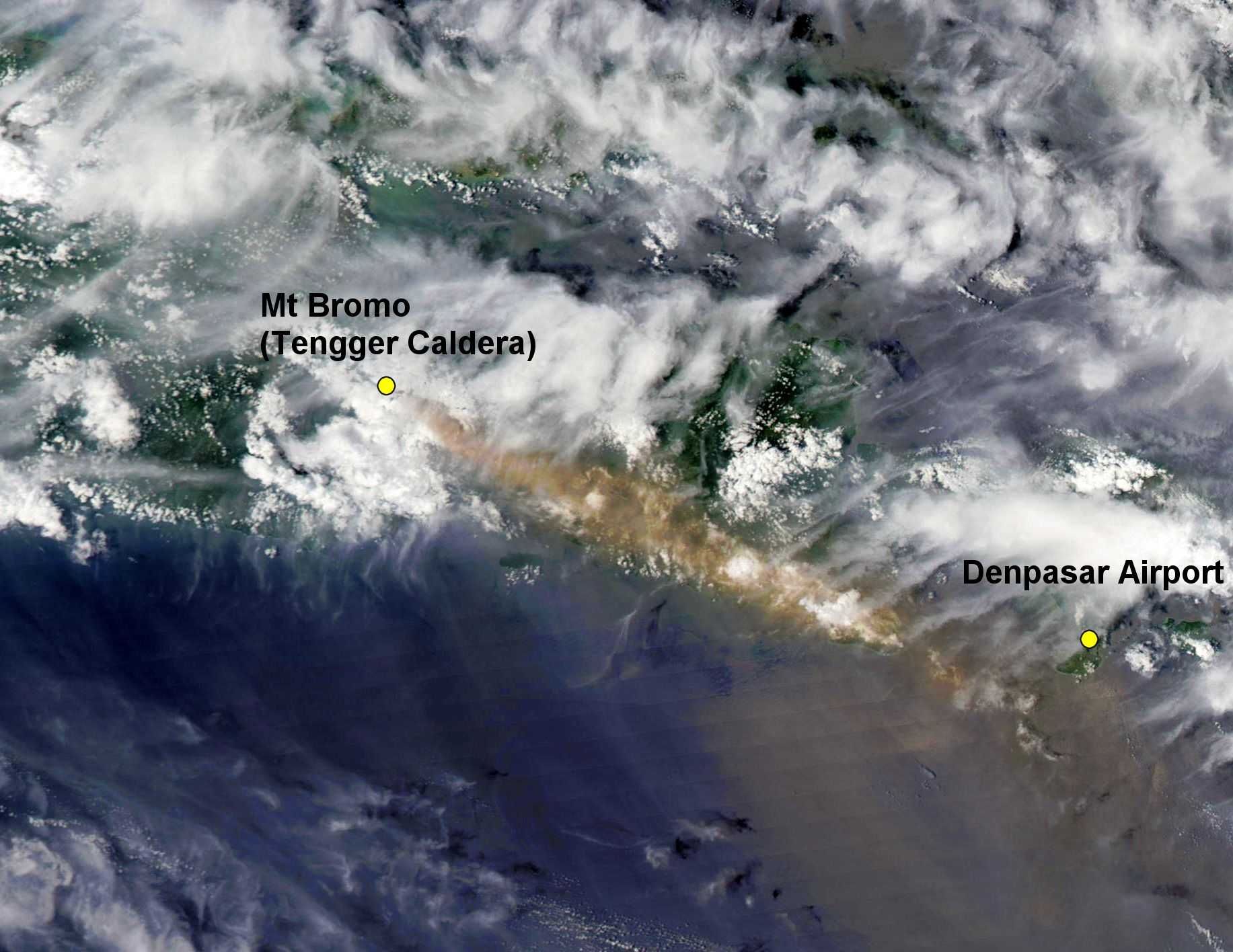
Imagem de satélite mostrando as nuvens de cinza junto ao vulcão e ao aeroporto de Dempassar

A caldeira de Tengger ainda estava ativa em finais de janeiro de 2011, com erupções flutuantes contínuas. Em 23 de janeiro, o CVGHM reportou que desde 19 de dezembro de 2010 que o vulcão tinha expelido para o ar cinza vulcânica e material incandescente, que resultou em grandes quedas de material em volta da cratera. As erupções de 21 de janeiro causaram a queda de cinza fina sobretudo nas áreas de Ngadirejo e Sukapura Wonokerto da regência de Probolinggo.[carece de fontes?]
O impacto da intensa chuva de cinza vulcânica provocou a disrupção das atividades quotidianas. No início de 2011 cresceram as preocupações sobre o efeito na economia local e nos potenciais problemas a longo prazo de saúde e ambientais. Devido à elevada precipitação sazonal em janeiro de 2011, a probabilidade da ocorrência de correntes de lahar e de lava devido aos depósitos de cinza vulcânica, areia e outros materiais ejetados que se tinham acumulado.
A atividade sísmica era dominado por vibrações e os sinais visuais e sonoros da erupção reportados pelo posto de monitorização na montanha continuaram intensos. As pessoas que viviam à beira do rio Sukapura e das ravinas de Perahu e Nganten foram alertadas para a possibilidade de correntes de lava, especialmente quando estivesse a chover intensamente na área em volta de Cemorolawang, Ngadisari and Ngadirejo. Em 21 e 22 de janeiro foram reportadas erupções e tremores vulcânicos, que ainda persistiam no dia 23.
Erupções posteriores e a emissão de alertas à aviação por causa das cinzas em 27 e 28 de janeiro levaram a que surgissem preocupação devido à formação de uma nuvem de cinza vulcânica, que se dirigia em direção a leste, para os corredores aéreos de acesso ao Aeroporto Internacional Ngurah Rai, situado 340 km a leste, no Bali. Um oficial daquele aeroporto teria informado que as preocupações com a visibilidade tinham levado a Singapore Airlines, Jetstar-Valuair, Air France-KLM, Virgin Blue e a Cathay Pacific a cancelarem vários voos para o Bali. A SilkAir também cancelou voos em 27 de janeiro entre Singapura e Lombok, uma ilha a leste do Bali.
O  Volcanic Ash Advisory Center (Centro de Aconselhamento em Cinzas Vulcânicas), de Darwin, na Austrália emitiu vários alertas de código vermelho de cinza vulcânica referentes ao monte Bromo (caldeira de Tengger) em 27 de janeiro. Segundo esses alertas, havia cinza em altitudes até 5 500 metros, estendendo-se até 370 km a dueste da caldeira. Outros avisos de cinza do mesmo dia, informavam que a nuvem chegou a deslocar-se para leste e para sudeste a 10 km/h.

### 2015
O monte Bromo deu sinais de aumento de atividade a partir do início de novembro de 2015, quando a quantidade de fumo que saía da cratera se intensificou. No final de novembro, começaram a ser expelidas cinzas para o ar. O Gabinete de Monitorização de Vulcões da Indonésia emitiu um alerta que proibia as pessoas de subirem ao monte Bromo. Mais tarde a proibição foi estendida para uma zona de exclusão de um quilómetro, que depois foi ainda mais estendida, na prática impedindo as visitas ao sopé do vulcão, conhecido popularmente como Mar de Areia.